# ゲミノス
ゲミノス（Γεμῖνος、Geminus of Rhodes、紀元前110年頃 - 紀元前40年頃）は、ギリシャの天文学者・数学者。生没年ははっきりしていない。彼が学生のために書いた天文学上の著作『天文学序説』は現存している。数学上の著作は後世の著述家による断片的な引用しか残されていない。

## 概要
ゲミノスの人となりについては何も知られていない。『天文学序説』でロドス島の山について言及しているため、そこで活動していたと考えられるが、確かなことは分かっていない。また、彼の時代より120年前のエジプト暦の移動年（Annus Vagus）に関する記述から、紀元前70年に書かれたと考えられており、これはポセイドニオスのもとで学んだとする説と整合する。ただし、書かれたのは50年とする説もある。
月面のゲミノス・クレーターは彼にちなんで名づけられた。

## 天文学
ゲミノスの著作として唯一残っているのは『天文学序説』（Εἰσαγωγὴ εἰς τὰ Φαινόμενα, Isagoge）である。ヒッパルコスなどの仕事に基づいているとされる。ここで彼は、獣帯や太陽の動き、星座、天球、昼夜、星座の動き、太陽暦、太陰暦、月相、食、季節の星座、地球上の位置と地理、星に基づいた気象予報の愚かしさなどについて述べている。
彼はポシドニウスの著作『気象学について』の注釈も書いている。この一部はシンプリシウスによるアリストテレスの著書『物理学』の注釈に残っている。

## 数学
ゲミノスは『数学論』などの大部な数学書も著した 。これは現存していないが、プロクロスやエウトシウスなどの著書に引用されている。彼は数学を「観念的なもの（νοητά）」と「観測可能なもの（αἴσθητα）」、すなわち純粋数学と応用数学に分類し、前者に幾何学と（数論を含む）算術、後者に力学、天文学、光学、測地学、和声学、計算を含めた。アル・ナイリジによるユークリッド原論の注釈にも長文の引用が残っている。